# Rainer Kahsnitz

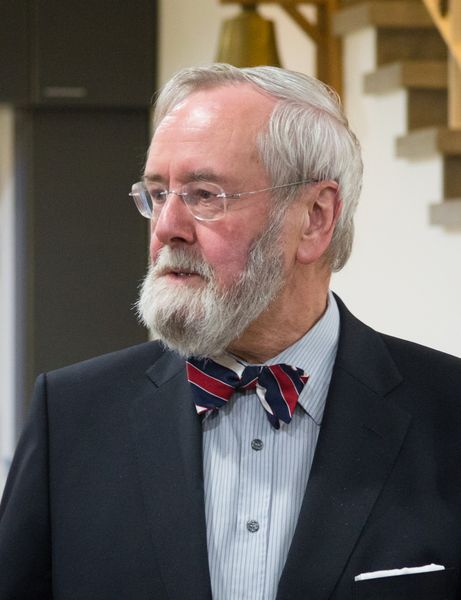
Rainer Kahsnitz aufgenommen von Ernst-Dieter Hehl im Jahr 2014.

Rainer Kahsnitz (* 5. September 1936 in Schneidemühl) ist ein deutscher Kunsthistoriker.

## Leben
Von 1956 bis 1960/61 studierte Kahsnitz Rechtswissenschaften, Kunstgeschichte und Klassische Archäologie an den Universitäten Köln, Wien und Bonn. 1960 und 1968 legte er die Erste und Zweite Juristische Staatsprüfung in Köln und Düsseldorf ab. 1971 wurde er an der Universität Bonn mit der Arbeit Der Werdener Psalter in Berlin, Ms. theol. lat. fol. 358. Eine Untersuchung zu Problemen mittelalterlicher Psalterillustration promoviert.
Kahsnitz war von 1971 bis 1993 am Germanischen Nationalmuseum Nürnberg, zuletzt als Hauptkonservator, und von 1993 bis zur Pensionierung 2001 am Bayerischen Nationalmuseum München als Hauptkonservator tätig.
Seit 1988 ist er Honorarprofessor an der Universität Augsburg für mittelalterliche Kunstgeschichte. Kahsnitz ist Mitglied der Akademie der Wissenschaften und der Literatur Mainz.